# Red Shadow
Pour plus de détails, voir Fiche technique et Distribution.
Red Shadow est un film japonais réalisé par Hiroyuki Nakano, sorti le 11 août 2001, d'après un manga des années 1960 de Mitsuteru Yokoyama, Kamen no Ninja Akakage. 

## Synopsis
Japon, 1545. Akakage, Asuka et Aokage sont trois enfants qui ont été élevés depuis leur plus jeune âge par un maître Ninja, Shirokage. Dans la pure tradition, ils deviennent ensuite tous les trois guerriers Ninjas, devant œuvrer dans l'ombre. Ils servent avec leur maître, le tout puissant seigneur Togo. Un autre clan, le Kyogoku est rongé de l'intérieur par l'homme de "confiance" du souverain qui ne tarde pas à mourir empoisonné par ce traître. Il décide ainsi de faire assassiner la princesse Koto, héritière du pouvoir, car le souverain n'a pas eu de fils. Pour parvenir à ses fins, il s'octroie les services d'un autre groupe de ninjas qui seront confrontés à nos trois héros...

## Fiche technique
- Titre : Red Shadow
- Titre original : Red Shadow: Akakage
- Réalisation : Hiroyuki Nakano
- Scénario : Hiroshi Saito et Masatoshi Kimura, d'après une histoire de Mitsuteru Yokoyama
- Musique : Toshiyuki Kishi et Tomoyasu Hotei
- Pays d'origine : Japon
- Langue : japonais
- Format : Couleurs - 1,78:1 - Dolby Digital - 35 mm
- Genre : Action, comédie
- Durée : 108 minutes
- Date de sortie : 11 août 2001

## Distribution
- Masanobu Ando : Akakage
- Megumi Okina : La princesse Koto
- Kumiko Aso : Asuka
- Jun Murakami : Aokage
- Naoto Takenaka : Shirokage
- Fumiya Fujii : Ranmaru
- Shuuhei Mainoumi : Rikimaru
- Kei Tani : Roushi
- Ryoko Shinohara : O-Rin
- Kitarou : Roushi, Mura no chourou
- Denden : Bonnobei
- Shigeru Kôyama : Kyougoku Kanemitsu, Sengoku-Daimyou
- Seizō Fukumoto : Sasai
- Shouei : Ken wo motsu otoko
- Masahiko Tsugawa : Tougou Hidenobu, Sengoku Daimyou
- Yutaka Matsushige : Kamijou Takatora
- Hyouta Echigoya : Nobushi
- Pierre Taki : Fudou
- Steve Etou : Kongou
- Alina Kabayeva : Olga, Circus no shoujo
- Daisuke Tanaka : Mikazuki
- Tomoyasu Hotei : Kazematsuri Ryuunosuke
- Mitsuru Fukikoshi : Hangetsu
- Toru Kazama : Rokkaku Naomasa, Sengoku Daimyou
- Kippei Shiina : Zen-san
- Takanori Jinnai : Takenouchi
- Jinpachi Nezu : Gensai
- Sousuke Takaoka
- Youji Tanaka
- Kouji Yazawa
- Shoji Mayama
- Robert Scott

## Anecdotes
- Red Shadow est l'adaptation d'une série produite par la Toei en 1967, Kamen no Ninja Akakage (52 épisodes), créée par Mitsuteru Yokoyama.